# Gerardo Loaiza
Gerardo Loaiza alias 'General' (Génova, Quindío, siglo XX-años 1960?), fue un comandante de las guerrillas liberales colombiano, durante el periodo de 'La Violencia'.

## Biografía
Loaiza era un hacendado liberal gaitanista de Génova (Quindío).

### La Violencia
Después del 9 de abril de 1948, se incrementa la violencia bipartidista en Colombia, y para 1949 aparecen los grupos de guerrillas liberales en el Sur del Tolima. En Rioblanco aparece un grupo comandado por Loaiza y en el que participan sus cuatro hijos (Punto Fijo, Agarre, Calvario y Veneno) y su sobrino Pedro Antonio Marín 'Tirofijo', para combatir a la policía chulavita conservadora, y derrotados en 1950 por el Ejército Nacional en Herrera (Tolima). En 1951, los campesinos liberales que habían creado grupos de autodefensas conocidas como las guerrillas liberales, se reúnen en una finca propiedad de Loaiza, en el Sur del Tolima, dos grupos de campesinos liderados por Isauro Yosa 'Lister', comunista procedente de la vereda El Limón en Chaparral (Tolima), y otro por Pedro Antonio Marín 'Tirofijo' de Génova (Quindío). En ese encuentro nace el comando unificado de 'El Davis' conformado por liberales (limpios) y comunistas (comunes). Después este comando se dividió: Los liberales con Loaiza y Jesús María Oviedo, 'Mariachi', Ernesto Caleño Rubio, 'Canario' a la vereda La Ocasión y los comunes de Isauro Yosa 'Mayor Lister'. 'Tirofijo' no participa en la división y le salva la vida a Jacobo Prías Alape 'Charronegro' en 'La Gallera', cuyo hermano había sido asesinado por 'Los Loaiza'. Ante la ofensiva militar de 1952, deben retirarse de El Davis en 1953.
Loaiza fue el primer guerrillero liberal en desmovilizarse, en 'La Violencia', en la cual perdió sus cuatro hijos. Después de la desmovilización Loaiza fue nombrado como alcalde de Rioblanco (Tolima) en 1953.
Las guerrillas del sur del Tolima todavía al mando de los Loaizas fueron rearmadas por el Gobierno y el Ejército Nacional para la guerra contra los comunes. En 1960 tras el robo de un rifle se desató una guerra nuevamente entre liberales y comunistas donde murieron Alape y Loaiza junto a 50 liberales y 25 comunistas en distintos hechos.